# Hemer
Hemer és una ciutat de l'estat federat del Rin del Nord-Westfàlia, Alemanya. Situada en el nord-oest de Sauerland, prop de Dortmund i Hagen (Rin del Nord-Westfàlia), és un part del Märkischer Kreis. Hemer és conegut pel llac del Felsenmeer i l'empresa Grohe, que fabrica aixetes.

## Ciutats agermanades
- Steenwerck, França
- Beuvry, França
- Obervellach, Àustria
- Bretten, Alemanya
- Doberlug-Kirchheim, Alemanya
- Schelkowo, Rússia

## Demografia
| 1910 | 1925 | 1933  | 1939  | 1946  | 1950  | 1956  | 1961  | 1965  | 1970  | 1975  | 1980  |
| ---- | ---- | ----- | ----- | ----- | ----- | ----- | ----- | ----- | ----- | ----- | ----- |
| 6334 | 7100 | 13701 | 14799 | 16638 | 18881 | 21753 | 22866 | 25086 | 24202 | 33496 | 32745 |

| 1985  | 1990  | 1995  | 2000  | 2005  | 2009  |
| ----- | ----- | ----- | ----- | ----- | ----- |
| 31446 | 34412 | 35934 | 37156 | 37932 | 37441 |

## Administració
| Període   | Identitat          | Partit                      |
| --------- | ------------------ | --------------------------- |
| 1910-1912 | Hermann Trump      |                             |
| 1912-1919 | Heinrich Grünewald |                             |
| 1919–1929 | Fritz Clarfeld     | DVP/DNVP                    |
| 1929–1933 | Otto Renzig        | DVP                         |
| 1933–1934 | Rudolf Löbbecke    | NSDAP                       |
| 1934–1945 | Wilhelm Langemann  | independent, més tard NSDAP |
| 1945      | Josef Kleffner     | Zentrum                     |
| 1945–1946 | Heinz Hoose        | SPD                         |
| 1946–1948 | Hermann Arendt     | SPD                         |
| 1948–1949 | Rudolf Maiworm     | SPD                         |
| 1949–1952 | Josef Kleffner     | CDU                         |
| 1952–1956 | Josef Hesse        | Zentrum                     |
| 1956–1961 | Karl Bode          | FDP                         |
| 1961–1969 | Fredi Camminadi    | SPD                         |
| 1969–1974 | Hans Meyer         | CDU                         |
| 1975      | Werner Beckmann    | FDP, provisional            |
| 1975–1987 | Hans Meyer         | CDU                         |
| 1987–1994 | Klaus Burda        | SPD                         |
| 1994–1995 | Doris Ebbing       | CDU                         |
| 1995–2003 | Heinz Öhmann       | CDU                         |
| 2003–2015 | Michael Esken      | CDU                         |
| 2016–     | Michael Heilmann   | UWG                         |